# Flota del Báltico
La Flota del Báltico Doble Orden de la Bandera Roja (ruso: Дважды Краснознамённый Балтийский флот) es la flota del mar Báltico, primero perteneciente a la Armada Imperial Rusa, luego a la Armada Soviética y actualmente en la Armada de Rusia. Se ganó el apelativo Dos Veces Bandera Roja o Doble Bandera Roja durante el periodo soviético, indicando que ganó dos veces la Orden de la Bandera Roja. Su cuartel general está en Kaliningrado, con su base principal en Baltiysk, y otra base en Kronstadt, en el golfo de Finlandia. Esta flota es la formación más antigua de la Armada de Rusia, ya que se estableció en 1703 como parte de la Armada Imperial Rusa.

## Historia

### Rusia Imperial

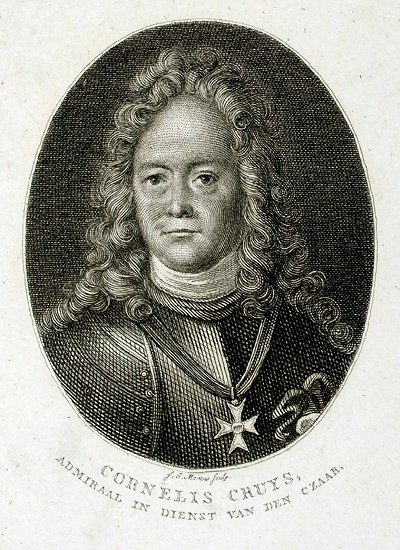
El almirante Cornelius Cruys, primer comandante de la Flota del Báltico.

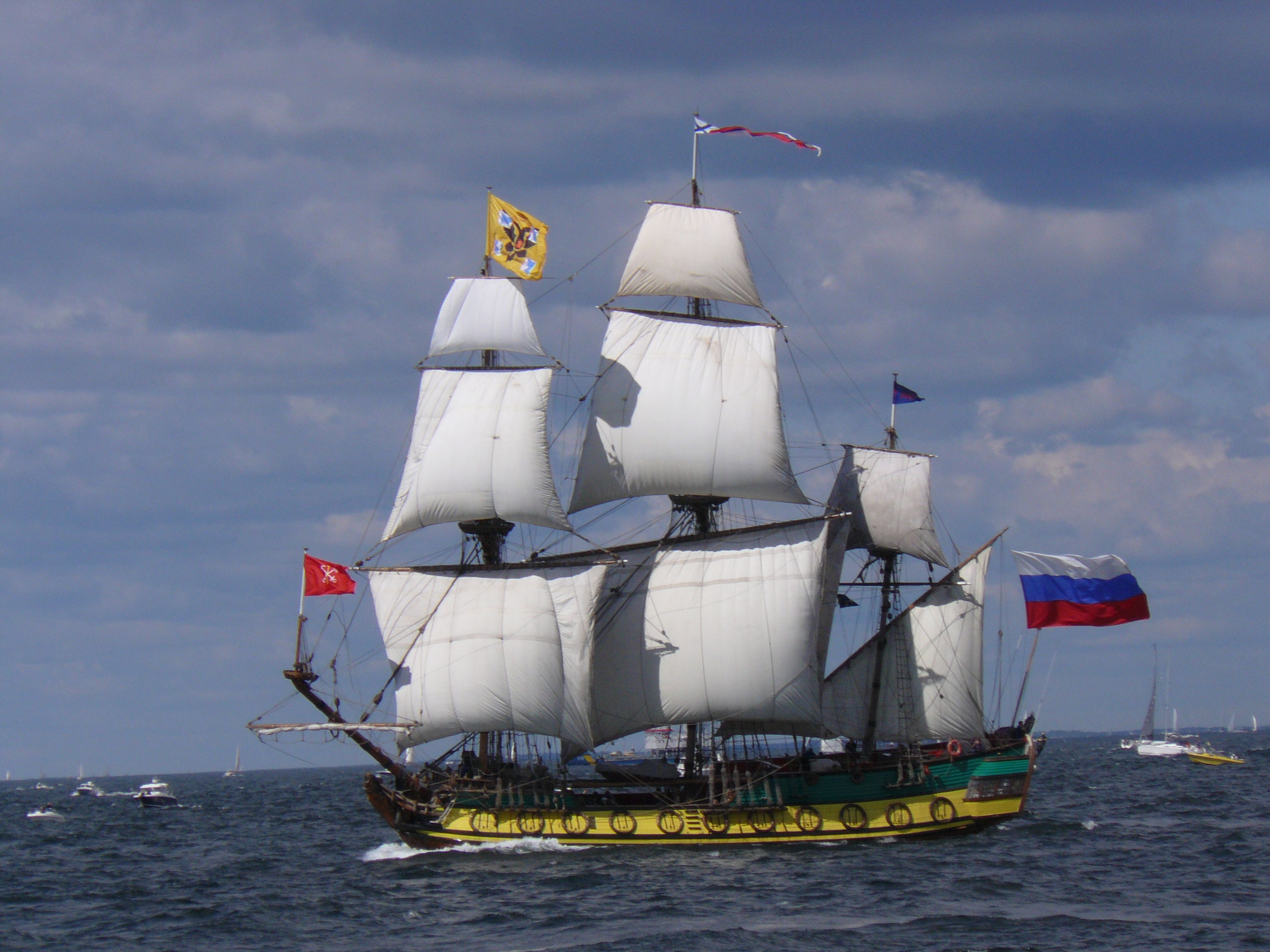
La fragata Shtandart (réplica de 1999 de la construida en 1703).

La Flota del Báltico de la Rusia Imperial fue creada durante la Gran Guerra del Norte a instancias del zar Pedro el Grande, quien en 1702 y 1703 ordenó que fueran construidos en Lodéinoye Pole los primeros barcos para la Flota del Báltico. El primer comandante fue un almirante holandés, Cornelius Cruys, que fue sucedido en 1723 por el conde Fiódor Apraksin. En 1703, la base principal de la flota se estableció en Kronstadt. 
Una de las primeras acciones de la flota fue la conquista de Shlisselburg. En 1701, Pedro el Grande fundó una academia especial, la Escuela de Matemáticas y Navegación de Moscú (ruso: Школа математических и навигацких наук), situada en la Torre Sújarev de Moscú. Luego fue trasladada a San Petersburgo, una vez se había construido la ciudad, y en 1752 fue redenominada Cuerpo de Cadetes Navales.

### Edad del Hierro
La Flota del Báltico tuvo un papel preeminente en la guerra ruso-japonesa. En septiembre de 1904, un escuadrón a las órdenes del almirante Zinovi Rozhéstvenski dio la vuelta a África, deteniéndose en los puertos coloniales franceses, alemanes y portugueses de Tánger, Dakar, Gabón, Baía dos Tigres, Angra Pequeña y Nossa Be (Madagascar), luego por el océano Índico hasta la bahía de Cam Ranh, en la Indochina francesa y de allí hasta el norte, para su fatal encuentro con la flota japonesa en la batalla de Tsushima. 
La Línea Hambug-Amerika alemana les envió 60 barcos carboneros con suministros para su épico viaje. Durante su travesía por el mar del Norte, la flota confundió a unos barcos de pesca británicos con lanchas torpederas japonesas y abrió fuego, causando la muerte de 3 pescadores en el que se ha dado a conocer como el incidente del banco Dogger. La decisión de enviar la flota al Pacífico se tomó después de que Rusia sufriera varias derrotas navales a manos de la Armada Imperial Japonesa en las costas de China y Corea, así como en tierra a manos del Ejército Imperial Japonés en Manchuria. La victoria japonesa en la batalla de Tsushima rompió la hegemonía rusa en el Lejano Oriente y preparó el escenario para la fracasada Revolución Rusa de 1905, que comenzó el declive que haría caer la monarquía en 1917.

### Primera Guerra Mundial

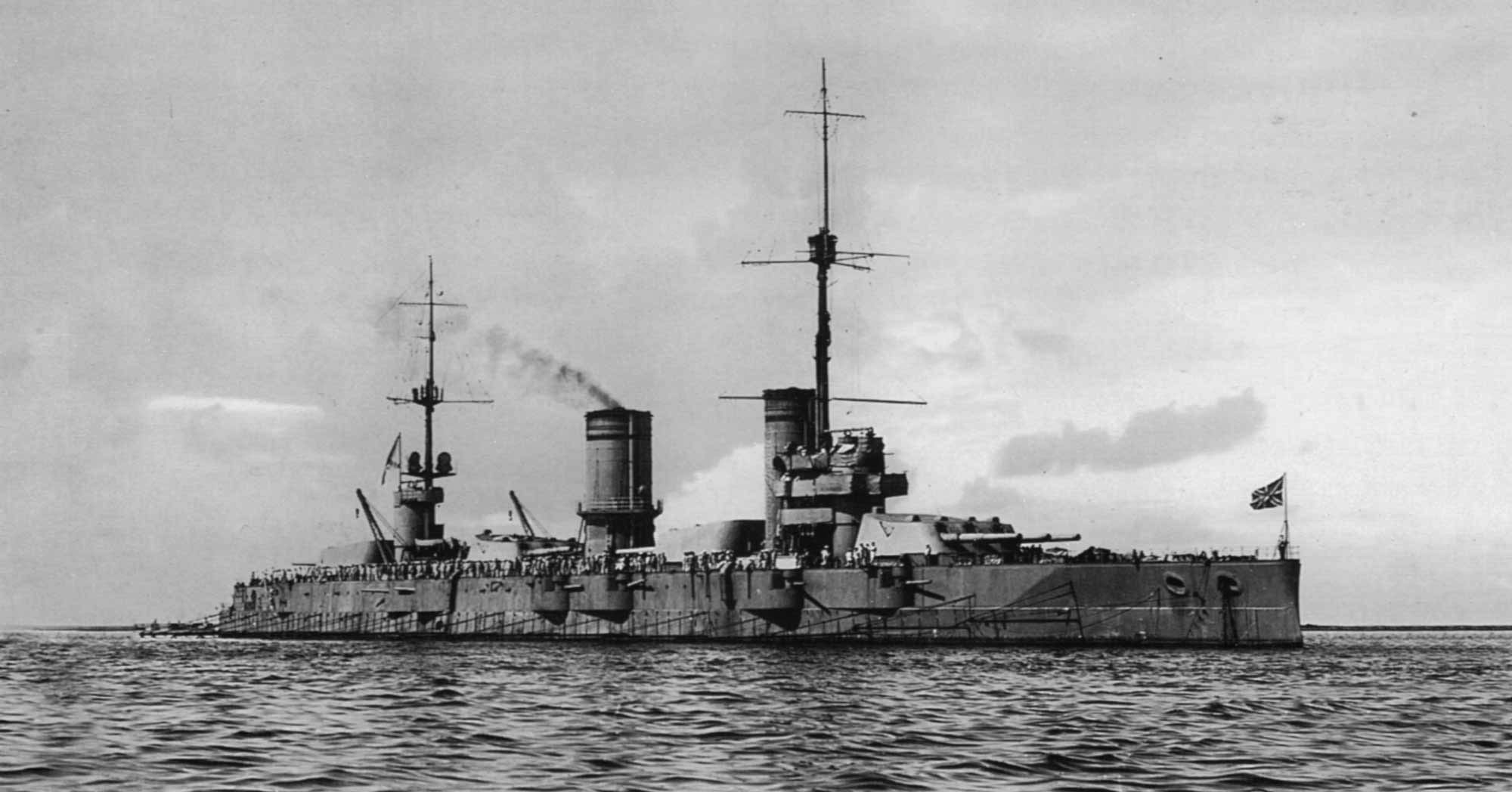
El acorazado "Revolución de Octubre", de la Flota del Báltico de la URSS.

Tras las pérdidas catastróficas en acorazados durante la guerra ruso-japonesa, Rusia se embarcó en un nuevo programa de construcción naval que debía incorporar varios de los más modernos acorazados de tipo Dreadnought a la flota. 
A finales de 1914, 4 dreadnoughts de la clase Gangut entraron en servicio en la flota: el Gangut, el Poltava, el Petropávlovsk, y el Sebastopol. Además, cuatro cruceros de batalla más poderosos, de la clase Borodinó, estaban en construcción, aunque nunca se completaron. 
La operación principal de la flota durante la Primera Guerra Mundial fue la Travesía del Hielo de la Flota Báltica (1918), llevada a cabo por Aleksandr Zelenoy. Pero la mayoría de las unidades pesadas de la flota permanecieron en puerto durante la guerra, dada la aplastante superioridad alemana.